# بورل ۱۶۰۶۵
سیارک ۱۶۰۶۵ (به انگلیسی: 16065 Borel، نامگذاری:1999RE35) شانزده هزار و شصت و پنجمین سیارک کشف شده‌است که در ۱۱ سپتامبر ۱۹۹۹ کشف شد.
قدر مطلق سیارک برابر ۱۵٫۲۰ است.